# Iman Ghaleb Al-Hamli
Iman Ghaleb Al-Hamli és una emprenedora del Iemen que lidera un grup de deu dones que van instal·lar una microxarxa solar, que ofereix energia neta i de baix impacte, a 32 km de la primera línia de la devastadora guerra civil iemenita. La BBC la va incloure a la seva llista anual de les 100 Women el 2020.
La microrxarxa d'energia solar que lidera Al-Hamli és una de les tres establertes pel Programa de les Nacions Unides per al Desenvolupament a les zones sense electricitat del Iemen, i l'única dirigida íntegrament per dones. En un context cultural on les dones fan les tasques domèstiques encara que hagin anat a la universitat, a l'inici van patir les burles de la comunitat. No obstant es van anar guanyant el respecte de la seva comunitat, obtenen ingressos de manera sostinguda i han desenvolupat noves habilitats professionals com costura, soldadura, venda de queviures i establiments de botigues comercials.